# V1 (missile)
Fieseler Fi 103
Pour les articles homonymes, voir V1.
Le V1 (de l'allemand Vergeltungswaffe : « arme de représailles ») est une bombe volante et le premier missile de croisière de l'histoire de l'aéronautique.
Le V1 est utilisé durant la Seconde Guerre mondiale, du 13 juin 1944 au 29 mars 1945 par l'Allemagne nazie contre le Royaume-Uni, puis également contre la Belgique (principalement le port d'Anvers ) pendant l'hiver 1944-1945. Ces tirs sont renforcés de septembre 1944 à mars 1945 par le déploiement du missile balistique V2, qui frappe Londres, Anvers, et diverses autres villes.

## Historique

### Prémices
Au début des années 1930, l'armée de l'air allemande reçoit des propositions de développement d'engins (bombe volante, cible volante d'entraînement) propulsés par un pulsoréacteur. Ce type de réacteur est particulièrement simple et donc peu coûteux, il convient donc bien pour une utilisation unique, même s'il est relativement peu efficace. La Luftwaffe montre son intérêt et les développements continuent, mais jusqu'en 1941, sa domination aérienne lui permettait de préférer l'usage de bombardiers. En 1942, la situation a changé et en juin, Erhard Milch, chef de la production du ministère de l'Aviation du Reich, donna la plus haute priorité à une proposition conjointe de trois sociétés allemandes de produire un bombardier sans pilote construit à partir de matériaux non stratégiques : Argus le moteur, Fieseler la cellule et Askania le système de guidage. 

### Conception et déploiement
Le V1, ou Fieseler Fi 103, est conçu principalement sous la désignation FZG 76, de l'Allemand Flak Ziel Gerät 76 (« engin-cible pour DCA »), par Robert Lusser (en), de la société Fieseler, et par Fritz Gosslau, de la société Argus.
Le V1 a volé en décembre 1942, d'abord lors d'un test de plané après largage depuis un Focke-Wulf Fw 200, puis la veille de Noël, lors d'un vol propulsé de 1 000 mètres après un lancement depuis le sol. En juillet 1943, un V1 s’est écrasé à 900 mètres de la cible après avoir parcouru 280 km.

À partir du printemps 1944, une version pilotée du V1, répondant au nom de code « Reichenberg », est projetée et des exemplaires modifiés conçus et testés, notamment par Hanna Reitsch. Aucun de ces prototypes n'est utilisé au combat. Dans cette version, le pilote doit amener le V1 sur l'objectif et sauter en parachute à environ 1 000 m de l'impact. En raison du peu de temps pour effectuer l'éjection, qui est entièrement manuelle à l'époque, ce type de mission s'apparente à un suicide, et même si le pilote survit, il ne pourra pas revenir effectuer une nouvelle mission. Une version biplace a même été prévue pour l'entraînement des pilotes, avec un ski sous le fuselage pour l'atterrissage.

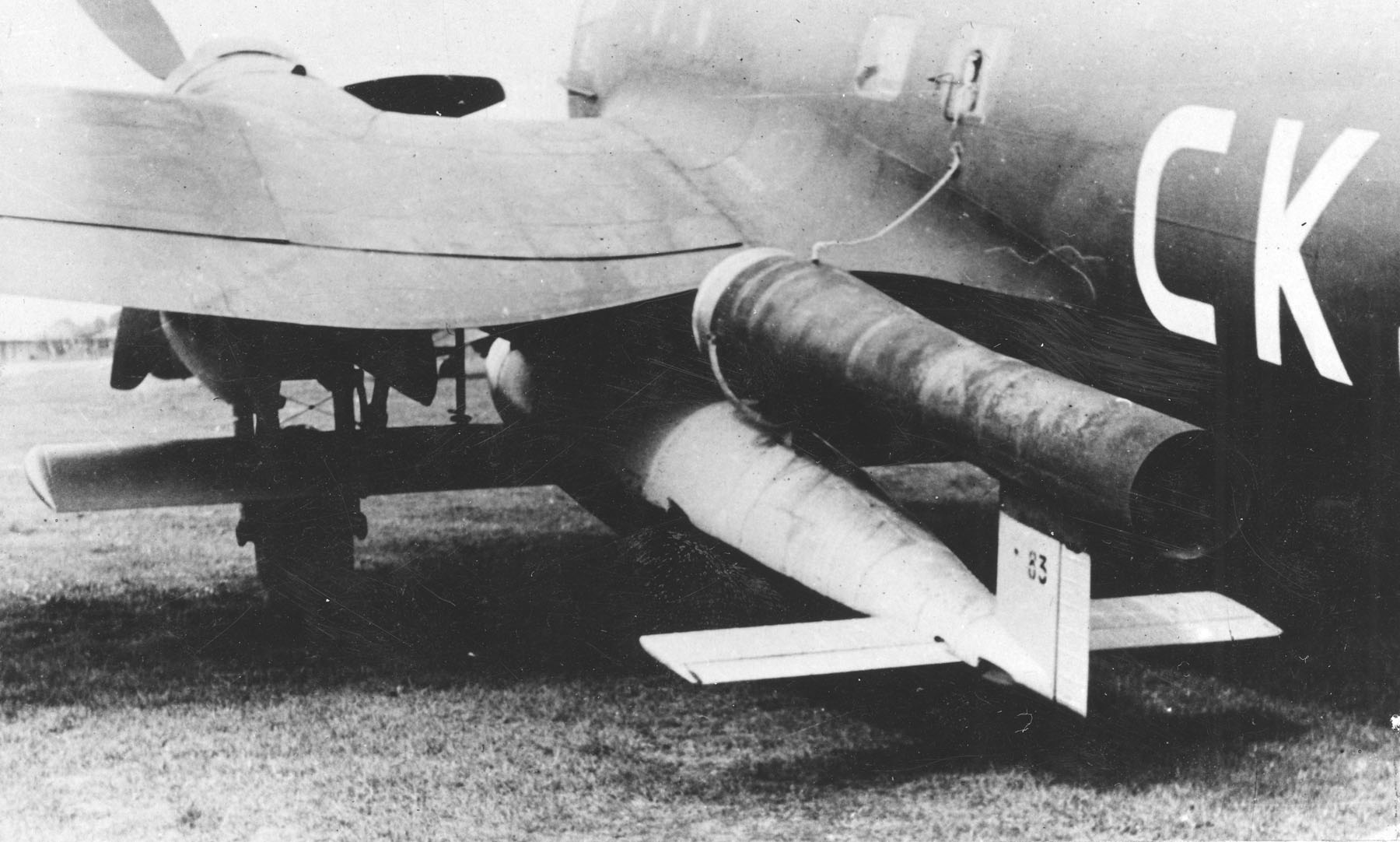
Un V1 fixé à l'aile d'un bombardier Heinkel 111.

Le bombardier Heinkel 111 est adopté pour le lancement d'un autre type de V1, lancé depuis un avion. Les Heinkel ont leur base aux Pays-Bas et les V1 qu'ils lancent évitent le barrage de DCA. Ils continuent leurs actions meurtrières jusqu'en 1945. La dernière bombe tombe sur le village de Datchworth, le 29 mars 1945.

## Description

Système de déclenchement retardé du V1.

Le moteur du V1 est un pulsoréacteur (réacteur très simple et bruyant) attaché au corps par deux mâts. Le fuselage contient la charge explosive, le carburant, une réserve d'air comprimé pour acheminer le carburant dans le moteur et une centrale à inertie assurant un guidage sommaire. Le tout est muni de petites ailes et d'un empennage stabilisateur assurant une gouverne de profondeur. Une gouverne de lacet est placée sur l'axe de fixation arrière du réacteur.
L'engin peut être catapulté sur une rampe (après allumage du pulsoréacteur à l'aide d'un brûleur à gaz) ou largué depuis un avion porteur (des bombardiers Heinkel He 111 sont modifiés à cet effet). Après quoi, la bombe est livrée à elle-même. Le point de chute est approximativement déterminé par un compteur à vis primitif entraîné par une petite hélice et qui, réglé avant le départ, sectionne le câble du gouvernail de profondeur.
Deux explosifs légers provoquent la sortie de deux petits aérofreins sur le dessous et de chaque côté de la gouverne de profondeur, déclenchant la mise en piqué. Le brusque changement d'altitude entraîne généralement l'arrêt du moteur et les populations survolées écoutaient donc avec angoisse le bruit particulier du pulsoréacteur en redoutant le moment où le bruit caractéristique s'arrêterait, marquant ainsi la plongée du missile vers le sol.

### Autres caractéristiques

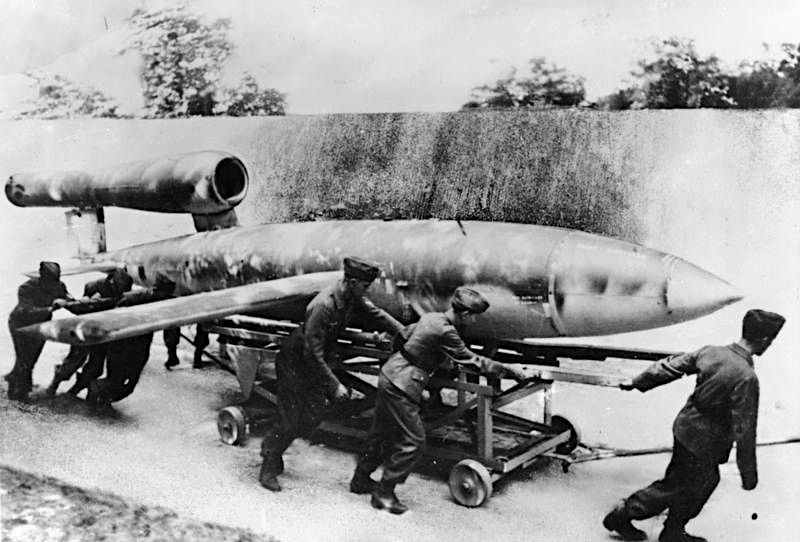
Un V1 amené à son pas de tir avant le lancement (1944).

- Carburant de démarrage : acétylène.
- Carburant principal : 625 l d’essence à 75 d'octane.
- Charge secondaire : 23 bombes à fragmentation de 1 kg chacune et des tracts de propagande.

## Usage opérationnel
La recherche dans le domaine des missiles était un choix stratégique des nazis, qui pensaient ainsi compenser leur faiblesse en matière de bombardiers lourds à long rayon d'action. Les Alliés, et particulièrement les Britanniques et les Américains, avaient fait le choix inverse et se donnèrent de puissants moyens aériens qui leur permirent de dominer l'Allemagne dans les airs dès 1944. Ils utilisèrent massivement les bombardements stratégiques contre l'Allemagne, en particulier contre ses villes.
En déployant ces armes nouvelles, les Allemands ne cherchent pas tant à causer des dégâts à l'armée britannique qu'à saper le moral des insulaires, ralentir leur production industrielle et, comme l'indique le nom de ses armes, se venger des bombardements qui frappent les villes allemandes. Mais les missiles allemands ne causèrent que des dégâts mineurs et ne ralentirent en rien l'effort de guerre des Alliés ni ne portèrent atteinte à leur moral. Cependant, si les destructions furent limitées, les Alliés ont déployé des moyens importants pour intercepter ces engins. Ainsi, un certain nombre de pilotes alliés périrent en essayant de les intercepter. La technique utilisée était en effet particulièrement risquée. Aussi, compte tenu de leur faible coût de production, les V1 furent paradoxalement plus efficaces que les V2 (missile), pourtant technologiquement bien plus avancés. 
Fabriqués dans des conditions épouvantables par des déportés réduits en esclavage au sein du système concentrationnaire nazi, ils firent des victimes bien plus nombreuses dans les rangs de ces prisonniers.

### Lancement et contre-mesures

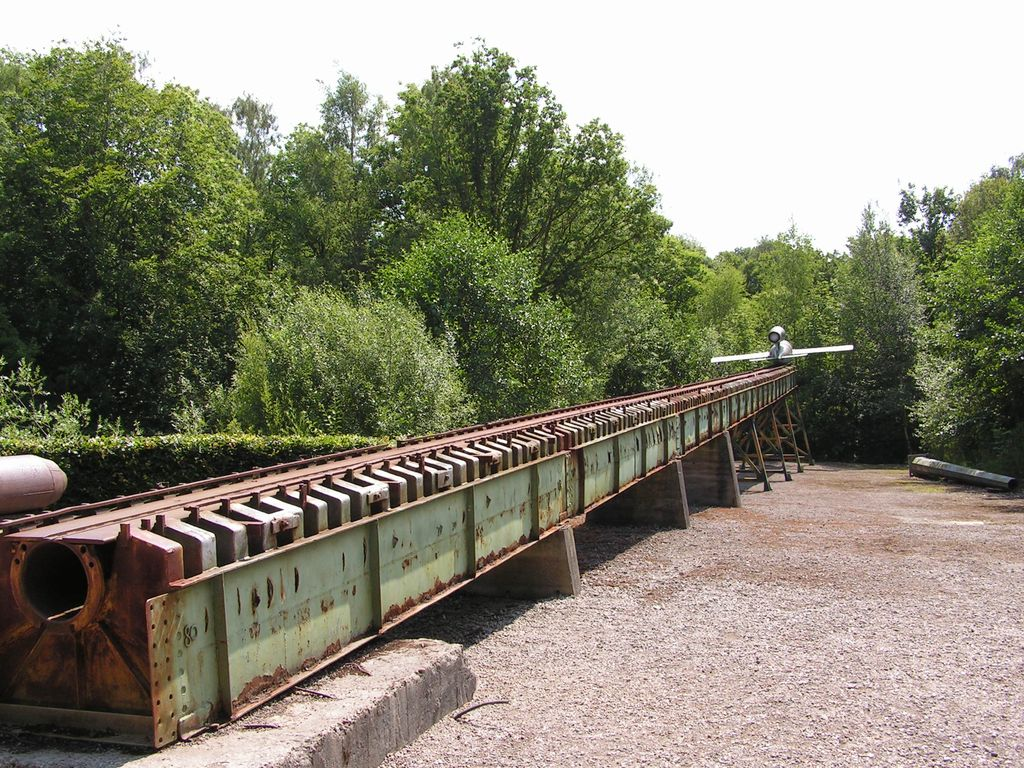
Rampe et V1 exposés au musée d'Éperlecques.

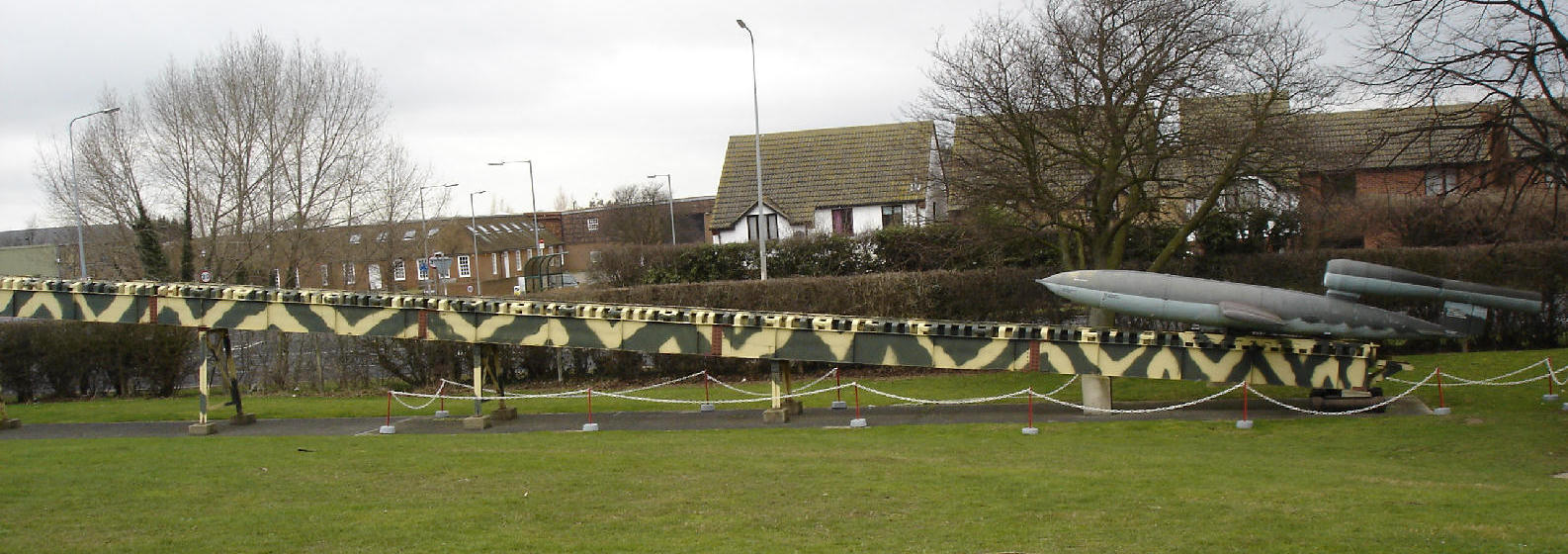
Rampe de lancement de V1 à l'Imperial War Museum Duxford.

Environ 35 000 V1 sont construits, dont la moitié sont détruits au sol par des bombardements.
Le lancement s'effectue principalement à partir de longues rampes. Les services secrets alliés n'ont pas tardé à repérer leur disposition en arc de cercle autour de leur cible, Londres et ses alentours, grâce aux informations fournies par le réseau AGIR, dirigé par Michel Hollard.
Au total, environ 9 250 V1 sont lancés à partir de rampes de lancement, mais un certain nombre sont lancés à partir d'avions porteurs Heinkel. Approximativement 6 550 sont largués d'avions sur les conurbations du centre de l'Angleterre et sur Londres, mais aussi sur Anvers, Liège et Bruxelles après la libération par les Alliés. Quelques fusées V4 portant une charge explosive de 200 kg et confiées à des équipes de SS tombèrent sur Anvers en plus des V1, ainsi que des V2 dont l'un tua 561 personnes dans un cinéma. À Bruxelles, entre autres dégâts, un V1 détruit l'usine d'aviation Jean Stampe. Pour d'aucuns, la destruction d'un tel objectif ne serait pas le fait d'un hasard qui caractérisait la plupart des chutes de V1 mais résulterait d'une visée démontrant que le lancement avait été fait à partir d'un avion (la position géographique de cet objectif dans la commune bruxelloise d'Evere était bien connue des Allemands, qui avaient réquisitionné l'usine Stampe pendant la guerre). Quelques V1 tombèrent sur Paris, encore après la libération par les Alliés. Beaucoup se sont simplement égarés et sont tombés au hasard. Le documentaire Apocalypse, la Seconde Guerre mondiale précise que la campagne aurait causé 25 000 morts dans les divers pays touchés.
Le vol des V1 était rectiligne et à vitesse constante (environ 600 à 700 km/h), ce qui faisait de ces engins des cibles, non pas faciles mais atteignables par plusieurs types de chasseurs alliés, tout aussi véloces. L'action de ces derniers ainsi que la DCA permirent d'abattre environ la moitié de ces engins lancés contre le Royaume-Uni.
Les chasseurs les plus efficaces sont les Hawker Tempest, avec 638 engins abattus ; puis les Mosquito, avec 428 ; les Spitfire, 303 ; les P-51 Mustang, 232, et les Meteor à réaction (encore au stade expérimental à ce moment-là), 13 ou 14.

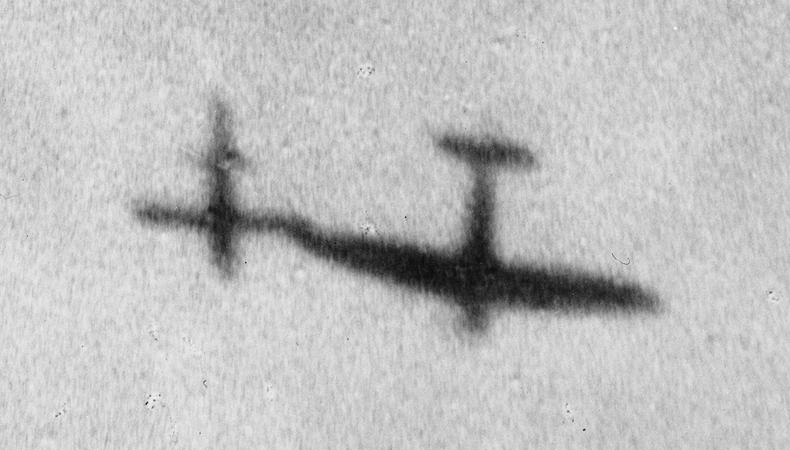
Chasseur Spitfire modifiant la trajectoire d'un V1 en soulevant l'aile de la bombe volante.

La centrale inertielle du V1 ne pouvant corriger des erreurs que de quelques degrés de lacet sur sa trajectoire originelle, des aviateurs, sous la direction de la RAF, mirent au point une méthode pour les faire dévier de leur course : l'avion volant à la même vitesse que le V1, le pilote se place à côté de lui et place l'extrémité de son aile sous celle du V1, ce qui déstabilise celui-ci. En effet, les ailes ne se touchent pas, mais l'air entre les deux ailes étant comprimé, une force est exercée sur le V1, qui est dévié de sa trajectoire. L'utilisation de cette méthode spectaculaire — mais dangereuse — est attestée dans au moins trois cas. Aussi dangereuse que soit cette action, suivre un V1 et tirer sur lui était encore plus dangereux. Car ainsi, à presque 650 km/h, il est très difficile d'éviter les effets de l'explosion de la bombe volante. C'est ainsi qu'est tué le héros de la France libre Jean Maridor.
Londres représentait une cible idéale pour un tel engin. Du fait de son imprécision, il était impossible aux Allemands de l'utiliser pour bombarder un objectif précis. Cependant, certaines de ces bombes volantes ont détruit des cibles stratégiques comme des usines, ce qui permet de penser à une mise en œuvre à partir d'un lancement d'avion Heinkel. Mais les zones urbaines, comme Paris, Bruxelles et l'immense étendue de l'agglomération de Londres, étaient des objectifs que les V1 pouvaient atteindre, même sans une visée précise, en causant des dégâts et des victimes. À Londres, beaucoup d'enfants ont été évacués, comme en 1940.
Pour tenter d'améliorer la précision des tirs, le colonel Max Wachtel fait équiper un certain nombre de V1 d'une radiobalise, qui peut donner l'heure exacte de l'impact. Toutefois, pour le lieu exact de l'impact, il doit compter sur les rapports des espions allemands infiltrés à Londres... qui, en fait, ont tous été arrêtés et « retournés » par les services secrets anglais qui les utilisent comme canaux de désinformation (système double cross).

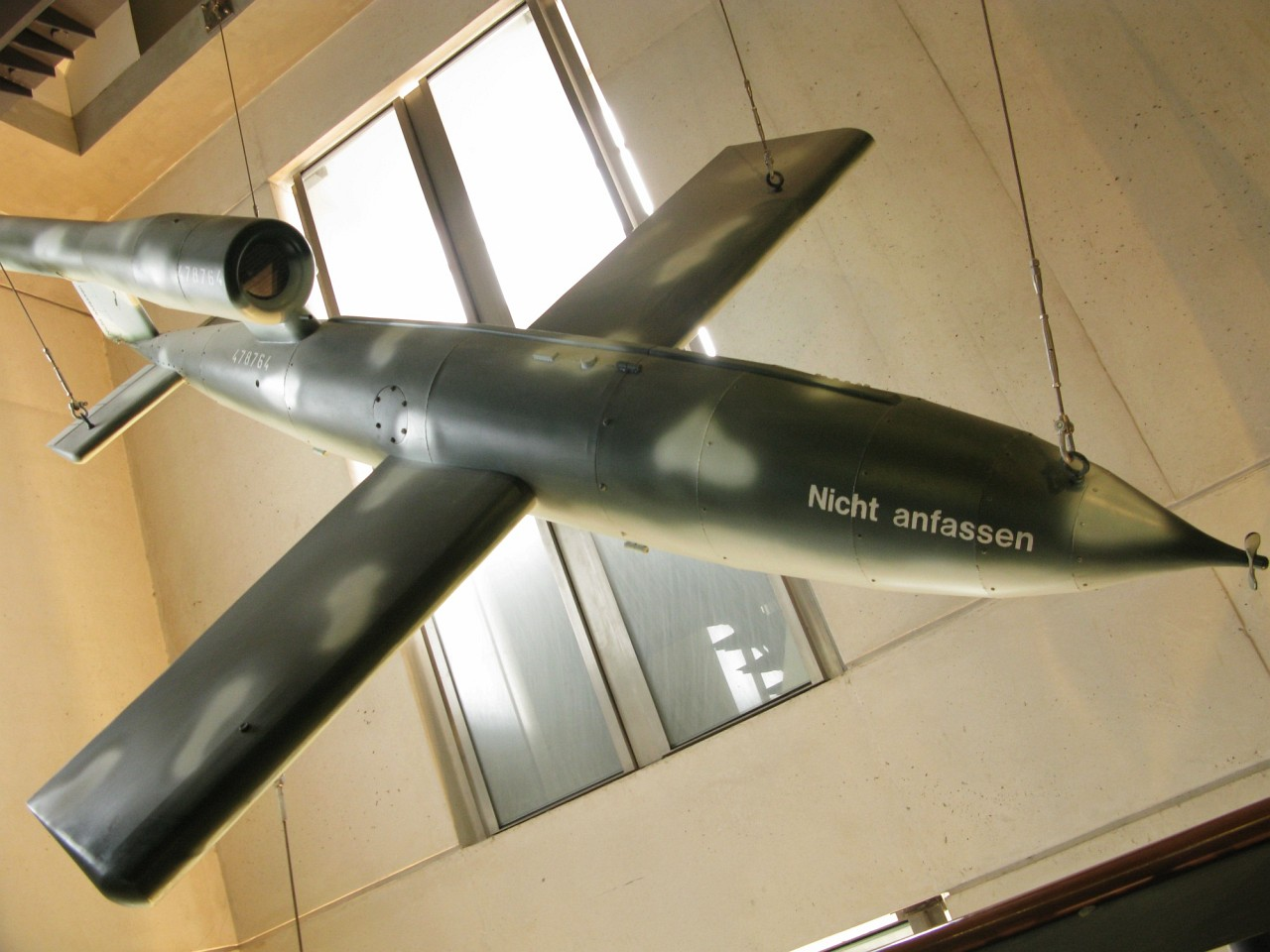
V1 au musée de l'Armée à Paris.

R.V. Jones, le responsable du renseignement scientifique britannique, exploite alors magistralement la situation : sachant que, à part en utilisant quelques très rares appareils Arado ou Messerschmitt 262 à réaction, les Allemands ne peuvent plus guère opérer des reconnaissances aériennes sur Londres et que, de toute façon, vu les destructions du Blitz de 1940-1941 il y a partout des impacts de bombes dans Londres, il fait passer des fausses informations aux Allemands, couplant les heures de chute des V1 tombés « trop court » (sur les quartiers est de Londres) avec des points de chute fictifs « trop longs », dans le West End, où sont concentrés les ministères et les centres de décision.
Croyant à la fiabilité des sources humaines de renseignement, Wachtel « raccourcit » les réglages des V1 (en principes centrés sur Tower Bridge) avec, pour résultat, de les faire tomber majoritairement sur les banlieues est de Londres ou dans l'estuaire de la Tamise.
L'état-major britannique, sur les conseils de R.V. Jones et de Duncan Sandys, prend aussi la décision de déménager en toute hâte les canons de DCA (qui commencent à être équipés d'obus avec détonateurs de proximité) vers la côte est de l'Angleterre pour pouvoir abattre les V1 au-dessus des campagnes du Kent ou du Surrey.
Pour les arrêter, des moyens importants sont employés. En août 1944, la mise en service de canons de DCA à réglage automatique par radar permet d'atteindre une efficacité d'environ 75 % dans la destruction de ces missiles. De plus, l'état-major allié mobilise des forces aériennes, avions et canons de DCA, pour garder le ciel britannique en les prélevant sur le front. Les services de renseignement et les missions aériennes s'emploient à localiser et à faire bombarder les sites de lancement, bien que les Allemands soient capables de les reconstruire rapidement. L'avancée des troupes sur le front de l'Ouest fait cesser définitivement les tirs de V1 et de V2.
| Royaume-Uni                                                                     | Belgique | France          |
| ------------------------------------------------------------------------------- | --- | --------------- |
| Londres : 1 115 ou 10 492 (sud-est inclus) Manchester : Norwich : Southampton : | Anvers : 8 696 (dont 2 448 qui l’atteignent), Bruxelles : (dont l'usine Jean Stampe) Charleroi : Liège : 2 141 ou 1 680-1 697 (V2 compris), Namur : | Lille : Paris : |

### Actions de renseignement menées par la Résistance
En février 1944, les réseaux de renseignement comme le réseau Marco Polo avertissent Londres que les Allemands ont réalisé des essais concluants de V1 aéroportés, lancés d'un avion.
Quelques semaines avant le début des tirs de l'été 1944, un réseau français[Lequel ?] de résistance parvient à voler un V1, à le démonter et à le faire parvenir en Grande-Bretagne en pièces détachées. Un peu plus tôt, les Français avaient eu la possibilité de faire parvenir à Londres une description détaillée du V1.
En juillet 1944, un avion de la RAF parvient à se poser sur un terrain de Pologne, à embarquer un V1 intact fourni par l'Armia Krajowa (la résistance polonaise) au prix d'efforts extraordinaires et à le rapporter en Grande-Bretagne. Les experts constatent alors que l'engin correspond aux descriptions faites en 1942. Jusqu'à fin 1943, les services britanniques et américains restaient dubitatifs quant à l'existence de ce type d'arme, même au 10 juin 1944.

## Bilan

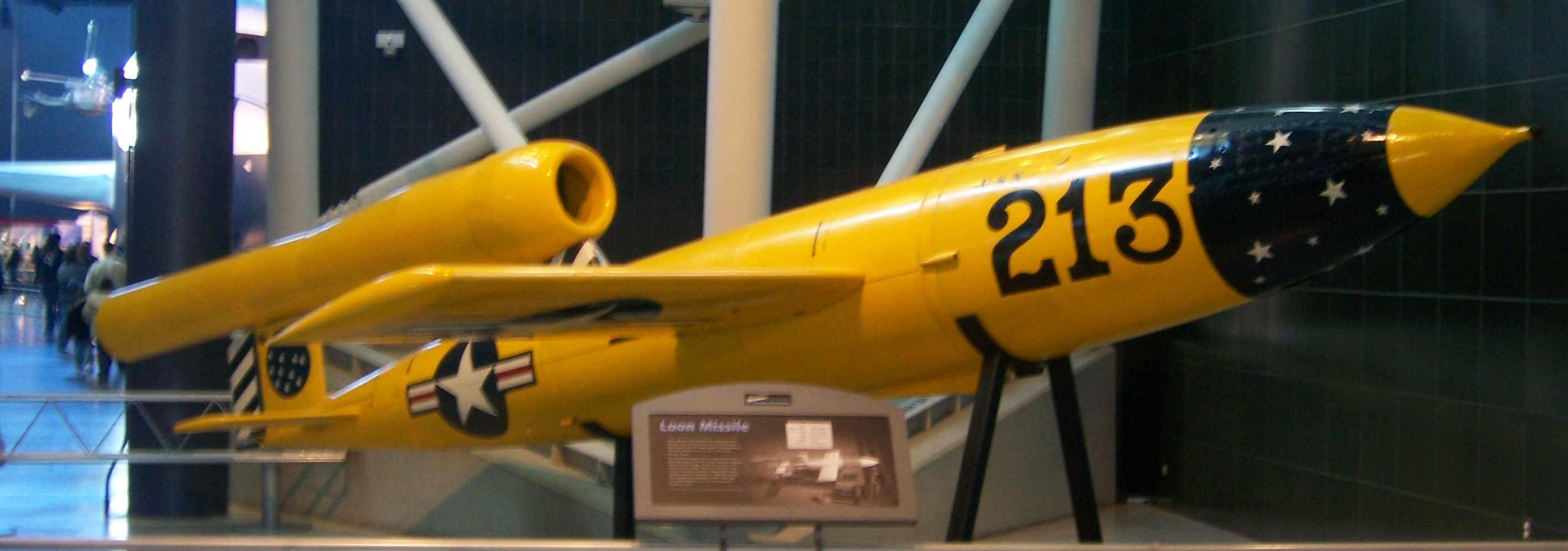
Le Republic-Ford JB-2 est une version américaine du V1. Le programme a été abandonné en 1950.

Tout comme les V2, les V1 ont un effet psychologique et stratégique plutôt que tactique. Leur faible charge explosive (moins d'une tonne) et leur précision toute relative en font une arme peu efficace.
Stratégiquement, le principal succès des V1 n'est pas l'efficacité des bombardements en eux-mêmes, mais la mobilisation de grands moyens militaires, détournés du front, pour les arrêter.
Psychologiquement, les armes secrètes allemandes ont alimenté la propagande de Goebbels et laissé croire à l'opinion étrangère et allemande que l'Allemagne pouvait encore retourner le sort de la guerre.
Les Allemands ont fourni aux Japonais des données leur permettant de commencer à développer un projet d'avion suicide, le Kawanishi Baika.
Les diverses nations alliées ont étudié ces armes, qui ont servi pour leurs programmes d'après-guerre. Elles furent copiées par les Américains en tant que Republic-Ford JB-2 et par les Soviétiques en tant que 10Kh (en). En France, un engin cible, le CT 10, dérivé direct du V1, fut étudié puis produit par l'Arsenal de l'aéronautique dès 1946.
Ces programmes ne dépassèrent guère le stade de prototypes car le bombardement classique semblait plus efficace, tant en ce qui concerne la précision que le coût. Les missiles de croisière ne devinrent compétitifs que dans les années 1990 avec, d'une part, leurs progrès pour ce qui concerne la qualité de vol (pour échapper aux défenses), précision, etc., d'autre part, l'accroissement considérable des coûts des bombardiers.
Quelques exemplaires subsistent dans des musées, soit authentiques soit reconstitués entièrement ou partiellement avec des éléments authentiques. Un de ces exemplaires reconstitués est exposé au musée de Warluis, près de Beauvais. Des éléments de lancement originaux sont également exposés : entre autres, un tronçon du canon de lancement et un piston propulseur.

## Variantes
Fieseler Fi-103A-1
Modèle de base propulsé par un Argus 109-014, capable d'une vitesse de 670 km/h à 1 500 mètres, doté d'une autonomie de 200 à 210 km et embarquant une charge de 850 kg d'amatol 39A. Certaines têtes étaient capables d'embarquer la même masse de trialen, un explosif doté d'un plus fort pouvoir brisant.
Fieseler Fi-103B-1
Fi-103A-1 disposant d'une voilure en bois présentant une surface alaire légèrement plus importante que l'originale et réduisant son poids de 38 kg. Lancement inaugural en février 1945.
Fieseler Fi-103B-2
Similaire au Fieseler Fi-103B-1, la variante B-2 embarquait une tête explosive au trialen ainsi que des détonateurs plus performants. Certains exemplaires reçurent une large croix rouge sur leur tête afin de les dissocier des exemplaires embarquant une charge d'amatol.
Fieseler Fi-103C-1
Remplacement de la tête explosive par une bombe à fragmentation SC 800 plus légère afin d'améliorer l'autonomie de l'engin.
Fieseler Fi-103D-1
Version étudiée pour l'emport d'une tête chimique. Jamais mis en production.
Fieseler Fi-103E-1
Variante à l'autonomie améliorée exclusivement mise au point pour les sites de lancement aux Pays-Bas. Équipée d'une voilure allégée en bois, d'un réservoir de 810 litres et d'une tête offensive plus courte à l'emport réduit.

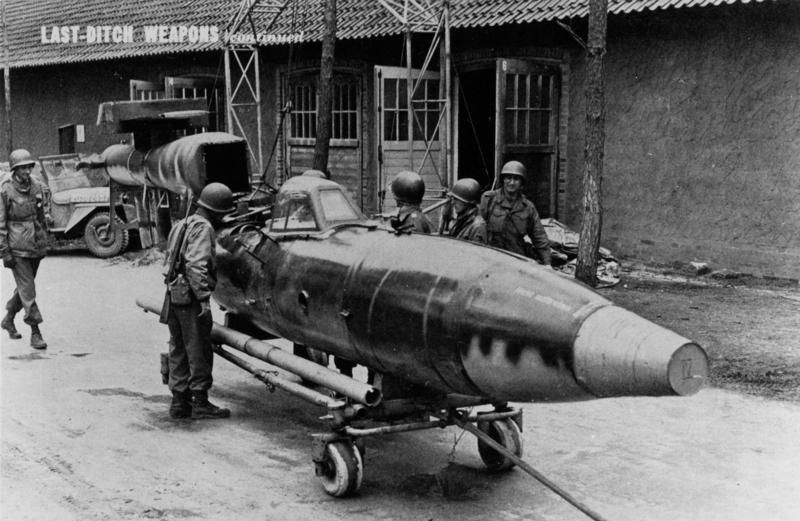
Militaires américains examinant une épave de V1 Fi 103R piloté Reichenberg.

Fieseler Fi-103F-1
Dernière version au rayon d'action augmenté avec une capacité en carburant portée à 1 025 litres et une charge utile réduite à 530 kg d'explosif.
Fieseler Fi 103R.
Version pilotée du V1, aussi connu sous le nom de « projet Reichenberg ». Testé par la célèbre pilote d'essais allemande Hanna Reitsch, il était considéré comme un appareil très dangereux pour son pilote, à qui il ne laissait que très peu de chances de rester en vie. Considéré comme un avion suicide, au même titre que l'avion japonais Okha, le projet n'a jamais dépassé le stade des essais en vol et aucun appareil n'a vu le combat.

### Documentaires télévisés
- Les armes secrètes d'Hitler, de Bernard George et Yves Le Maner, sur France 3.

### Dans la fiction
- Le diptyque Blitz de Connie Willis évoque fréquemment les V1 tombant sur Londres en 1940, leur bruit caractéristique, les effets sur la population ainsi que la manœuvre de déstabilisation par les Spitfire.